# Fjodor Samokhin
Fjodor Ivanovitsj Samokhin (Russisch: Фёдор Иванович Самохин) (oblast Donlegioen, RSFSR 12 februari 1918 — 17 juli 1992, Bishkek, Kirgizië) was een romanschrijver, journalist, publicist, vertaler, lid van de Unie van schrijvers van Kirgizië, lid van de Bond van Sovjetschrijvers (vanaf 1958). Samokhin was een van de vertegenwoordigers van dorps- en luitenantproza (деревенская проза en лейтенантская проза).
Samokhin schreef een aantal fictiewerken over de Grote Vaderlandse Oorlog. Het bekendst was het verhaal was "Cholponbai" over de prestatie van Held van de Sovjet-Unie Cholponbai Tuleberdiev, die verschillende herdrukken heeft ondergaan. Voor zijn diensten op het gebied van fictie en voor zijn actieve deelname aan de promotie en ontwikkeling van de Kirgizische Sovjet-literatuur kreeg hij drie erecertificaten van het Presidium van de Opperste Sovjet van de Kirgizische SSR.